# ランボルギーニ・エイラー
ランボルギーニ・エイラーは、イタリアの自動車メーカーであるランボルギーニによって製造されたコンセプトカーである。

## パフォーマンス
エイラーのエンジンはディアブロの7.7L V12エンジンを改良したもので、770bhp (574kW)を発揮する。車両重量はディアブロと同じである。0-100km/hまで4秒、最高速度399km/h (248マイル)以上と発表されている。

## スタイリング
エイラーはディアブロとプラットフォーム・エンジンは共通だが、エクステリアデザインは全く異なる。このデザインはランボルギーニ・ラティーノアメリカによって作られ、ジョアン・フェルシによってデザインされ、同じくディアブロをベースにしたコアトルを彷彿とさせる。